# Lamborghini Veneno
La Lamborghini Veneno LP750-4 est une supercar créée par le constructeur automobile italien Lamborghini et présentée le 5 mars 2013 au salon international de l'automobile de Genève.

## Présentation
La Lamborghini Veneno créée pour fêter les cinquante ans de la marque italienne Lamborghini est la déclinaison la plus extrême de l'Aventador. Seulement trois exemplaires destinés à la commercialisation et un quatrième pour le musée Lamborghini devaient initialement être produits (version coupé) mais la firme a finalement décidé de construire neuf véhicules de plus en version roadster (sans toit, même en option).
Comme beaucoup de productions Lamborghini, son nom fait référence à la tauromachie, « Veneno » étant un hommage à un taureau de combat connu en Andalousie pour avoir mortellement blessé le torero José Sanchez Rodriguez en 1914. Accessoirement, « veneno » signifie « venin » en espagnol et portugais.

## Motorisation
Propulsée par un moteur V12 en position centrale arrière et à orientation longitudinale développant 750 chevaux, elle peut passer de 0 à 100 km/h en 2,6 secondes, et atteindre la vitesse maximale de 355 km/h.

## Galerie

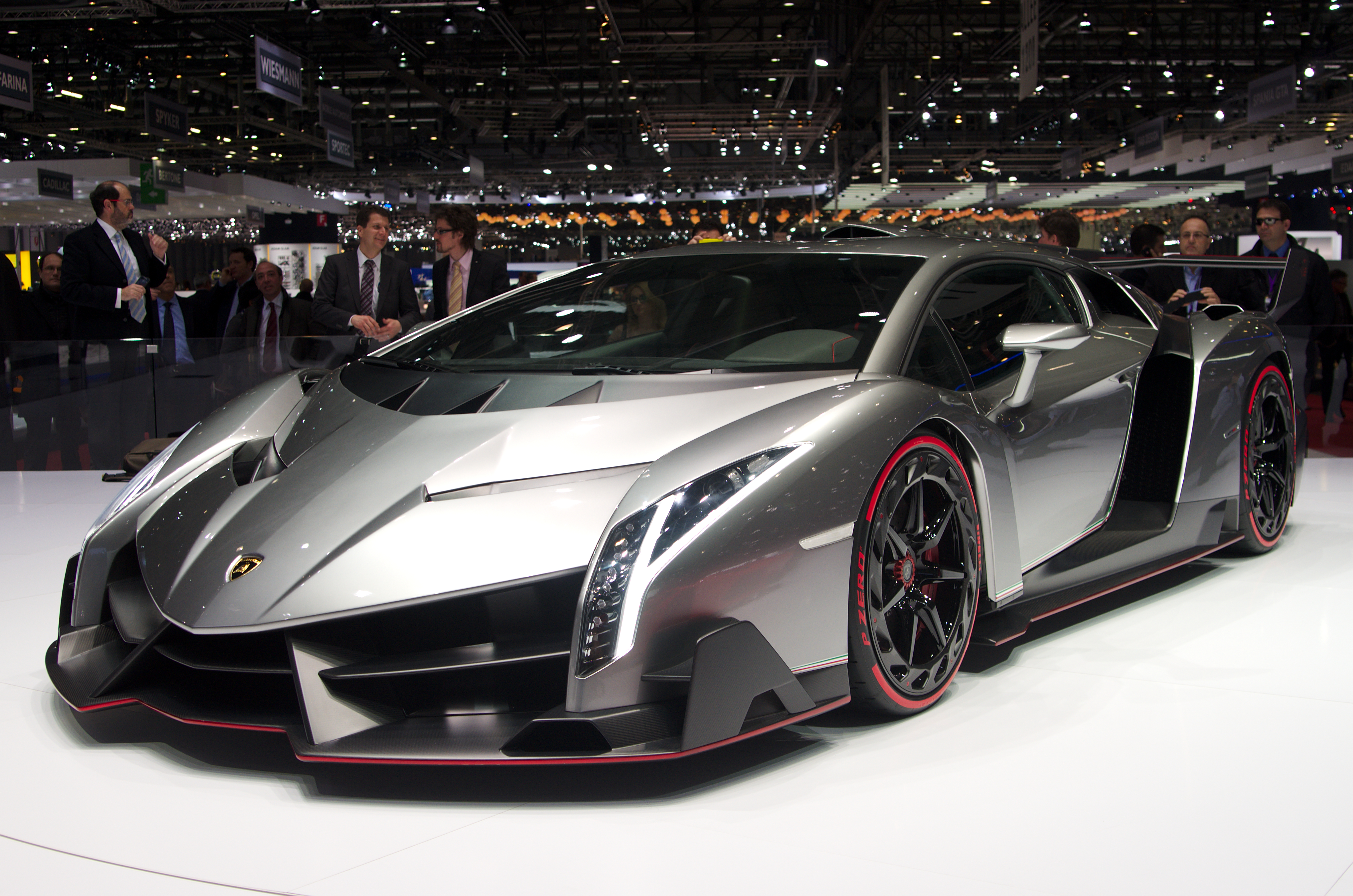
La Veneno au salon de Genève 2013.
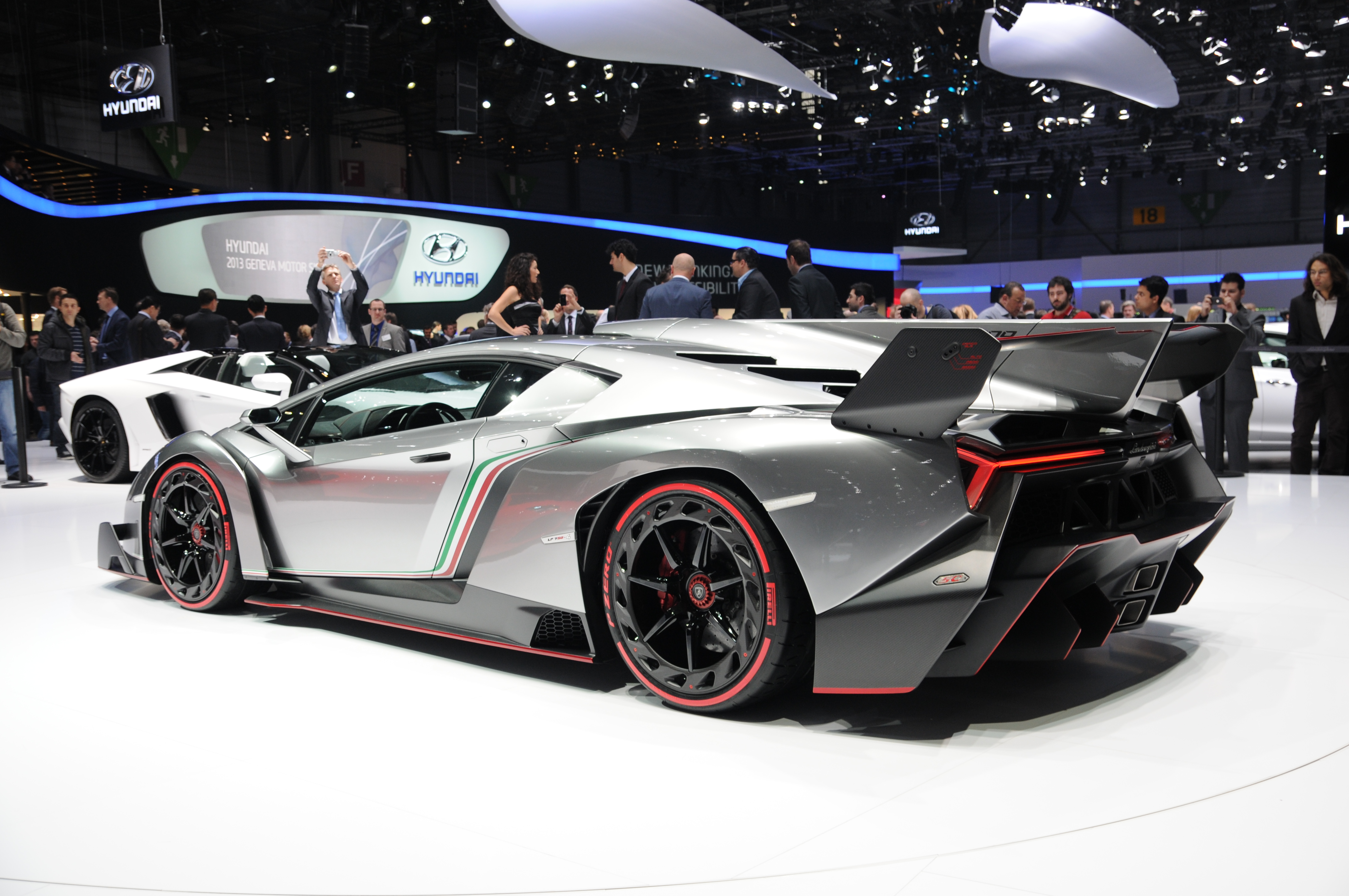
Vue de 3/4 arrière.
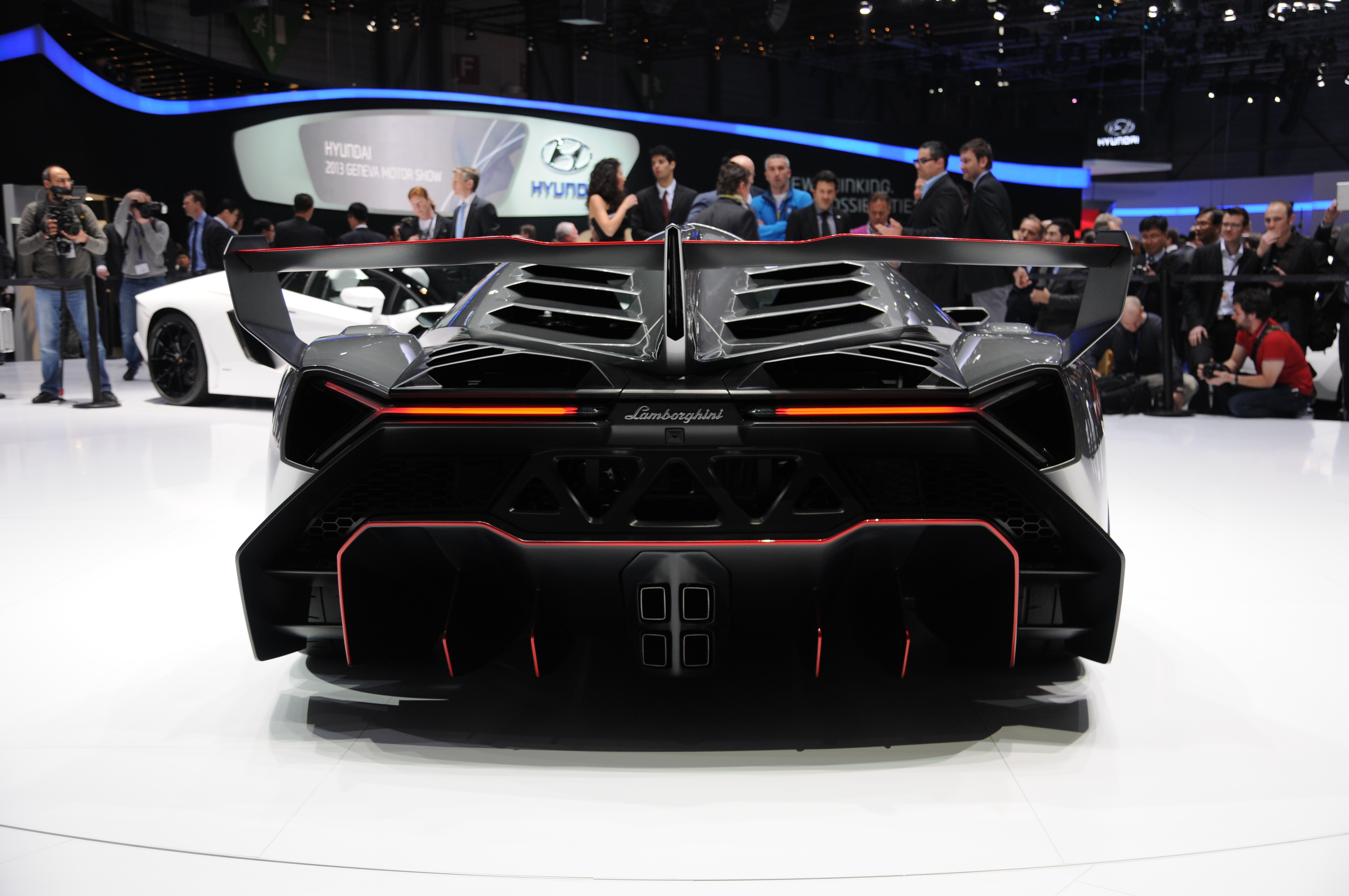
La même vue de l'arrière.
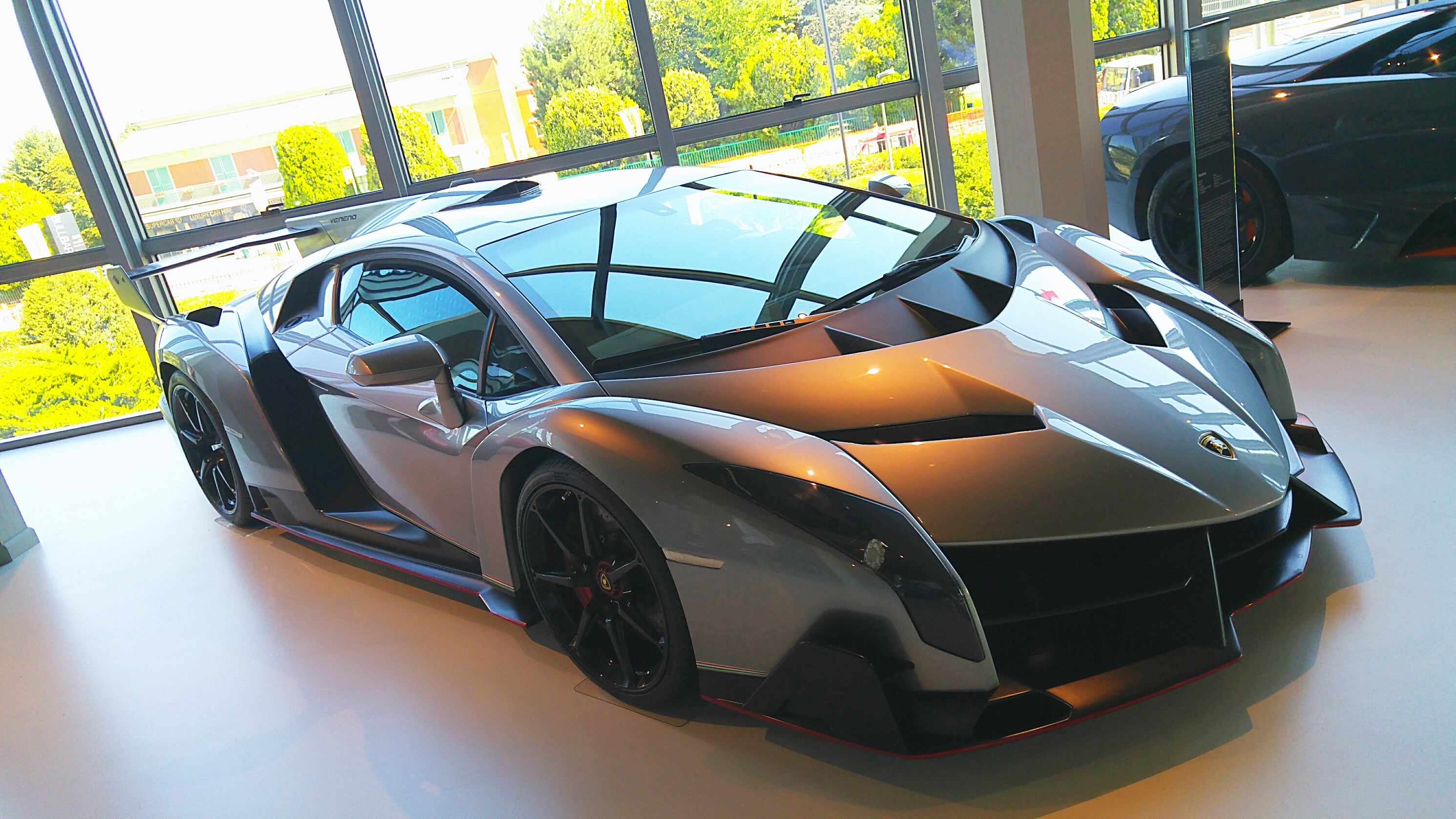
Un modèle coupé exposé au musée Lamborghini.